# Dư Bỉnh Ngạn
Dư Bỉnh Ngạn (tiếng Hán:余秉諺, tiếng Anh: Lance Yu; sinh ngày 21 tháng 5 năm 1978) là một diễn viên, người mẫu và người dẫn chương trình Đài Loan. Anh từng chiến thắng cuộc thi Asia Model Festival Awards 2010. Được biết đến qua vai Trần Thiên Long trong Rồng Bay Phụng Múa và Lý Chí Tiền trong Đại Thời Đại.

## Sự nghiệp
Năm 2005, anh góp mặt trong bộ phim truyền hình đầu tiên Beautiful Clinic! Hey-ha, đóng vai chủ tiệm cà phê Kiều Trị, chính thức bước chân vào showbiz; cùng năm, anh phát hành hai đĩa đơn Một phút và Ánh trăng nói hộ lòng tôi là nhạc phim Beautiful Clinic! Hey-ha.
Năm 2006, đóng vai chính trong bộ phim điện ảnh đầu tiên Down to love.
Vào ngày 8 tháng 12 năm 2007, anh tham dự Lễ trao giải Kim Mã lần thứ 44 và bước trên thảm đỏ với Trương Dục Thần.
Năm 2008, anh đóng cặp với Uông Đông Thành, Đường Vũ Triết và Trác Văn Huyên trong bộ phim thần tượng Đài Loan Vòng tròn tình yêu , đóng vai Jerry.
Năm 2009, anh đóng vai Hoa Hùng trong bộ phim thần tượng Đài Loan Chung Cực Tam Quốc; cùng năm đó, anh đóng vai chính với Khâu Tâm Chí trong bộ phim hài nhẹ Khai Phong có một Bao Thanh Thiên, đóng vai Lâm Quốc Nhất, và có sự cạnh tranh với Thạch Thiên Kỳ.
Năm 2010, đóng vai chính trong Cuộc chiến của những người vợ, đóng vai Mai Lập Văn.
Năm 2011, anh đóng chung với Vương Vũ Tiệp, Gino và Ngô Hạo Thăng trong bộ phim tình cảm hiện đại của Đài Loan The Lion's Daughter, đóng vai Trịnh Lập Triết, con trai của Trịnh Minh Hồ.
Năm 2012, anh tham gia trong bộ phim truyền hình Dân sự Anh hùng liêm chính, trong đó anh lần lượt đóng các vai Đường Định Quân và Giản Thiếu Hiên.
Năm 2013, sách thể dục Supermodels Practice Mermaid Lines Like This được xuất bản.
Năm 2014, anh đóng vai chính Trần Thiên Long trong Rồng Bay Phụng Múa.  
Vào tháng 1 năm 2015, anh tham gia ghi hình cho chương trình đặc biệt đêm giao thừa của Đệ nhất Pháp chủ của Đài Truyền hình Quốc gia.

## Đời tư
Năm 2008, anh hẹn hò với nữ người mẫu Đài Loan Vương Y Lôi. Vào ngày 8 tháng 11 năm 2013, anh và Vương Y Lôi chính thức kết hôn.

## Danh sách phim

### Phim truyền hình
| Năm  | Kênh                       | Tên phim                                         | Vai                            | Ghi chú                    |
| ---- | -------------------------- | ------------------------------------------------ | ------------------------------ | -------------------------- |
| 2005 | Đông Phong                 | Beautiful Clinic 好美麗診所                      | Kiều Trị, Kiều Sắt Phu         | Khách mời                  |
| 2005 | Đông Phong                 | Beautiful Clinic! Hey-ha 好美麗診所！嘿哈        | Kiều Trị, Kiều Sắt Phu         | Khách mời                  |
| 2005 | Đài Loan Sanli Truyền hình | Taipei Family 住左邊住右邊                       | Martin                         | Khách mời                  |
| 2006 | Đài truyền hình Trung Quốc | Đối tác siêu đẳng 超級拍檔                       | Tiết Hạo Bình                  | Khách mời                  |
| 2007 | Đài truyền hình Trung Quốc | Daughter of the sun 太陽的女兒                   | Đạt Lữ                         | Khách mời                  |
| 2008 | CTV                        | Vòng Tròn Tình Yêu 翻滾吧！蛋炒飯                | Jerry                          | Khách mời                  |
| 2008 | Đài truyền hình Trung Quốc | Thượng đế se lầm duyên 歡喜來逗陣                | Cảnh sát chìm                  | Khách mời                  |
| 2009 | Đài truyền hình Trung Quốc | Khai Phong có một Bao Thanh Thiên 開封有個包青天 | Lâm Quốc Nhất                  | Vai chính                  |
| 2009 | FTV                        | Chung cực Tam Quốc 終極三國                      | Hoa Hùng                       |                            |
| 2010 | CTV                        | Cuộc chiến của những người vợ 妻子們的戰爭       | Mai Lập Văn                    | Vai phụ                    |
| 2010 | TTV                        | Song Long Đại Đường 雙龍傳                       | Tiền Nhất Bản                  |                            |
| 2010 | Đài Loan Sanli Truyền hình | P.S. Man 偷心大聖PS男                            | Peter                          | Khách mời                  |
| 2011 | TTV                        | Bạn trai cũ 前男友                               | Đại Mã                         |                            |
| 2011 | CTV                        | Lion's Daughter 獅子的女兒                       | Trịnh Lập Triết                |                            |
| 2011 | CTV                        | Tình Vẫn Còn Đây 美樂。加油                      | Andy                           |                            |
| 2012 | Đài Loan Sanli Truyền hình | Love Forward 向前走向愛走                        | Jerry                          | Khách mời                  |
| 2012 | FTV                        | Anh hùng liêm chính 廉政英雄                     | Đường Định Quân                |                            |
| 2012 | MTV                        | PM10-AM03                                        | Mộc Thôn                       |                            |
| 2012 | Đài truyền hình Trung Quốc | I Love You So Much 粉愛粉愛你                    | Trang Gia Húc                  | Khách mời                  |
| 2013 | FTV                        | Anh hùng liêm chính 廉政英雄                     | Giản Thiếu Hiên                |                            |
| 2013 | TTV                        | Marry or Not? 結婚好嗎？                         | Trần Quán Quân                 |                            |
| 2014 | FTV                        | Rồng Bay Phụng Múa 龍飛鳳舞                      | Bán Thiên Ưng/ Trần Thiên Long | Vai chính                  |
| 2014 | FTV                        | Của hồi môn 嫁妝                                 | Mạch Khả Trương Kiến Minh      | Vai phụ                    |
| 2015 | Đông Phong Toàn diện       | Làm vợ anh nhé 必娶女人                          | Tiêu Tiến Sinh                 | Khách mời                  |
| 2016 | FTV                        | Spring Flower 春花望露                           | Vương Quang Minh               | Vai phụ                    |
| 2016 | FTV                        | Abula 阿不拉的三個女人                           | Hoàng Mậu Lâm                  | Vai phụ                    |
| 2017 | FTV                        | Intern Doctor 阿不拉的三個女人                   | Tôn Ngạn Triết                 | Vai chính                  |
| 2018 | FTV                        | Nụ cười và nước mắt 微笑。淚                     | Bạch Tuyết                     | Vai phụ                    |
| 2018 | FTV                        | Đại Thời Đại 大時代                              | Lý Chí Tiền                    | Thế hệ thứ 2 của nam chính |
| 2019 | TTV                        | If You Love, Come Again 如果愛，重來             | Tổng biên tập tạp chí          | Khách mời                  |
| 2019 | Đài Loan Sanli Truyền hình | Tiếng Pháo Vu Quy 炮仔聲                         | Chiêm Uy Khải (David)          | Thế hệ thứ 2 của nam chính |
| 2020 | Đài Loan Sanli Truyền hình | Thiên Chi Kiêu Nữ 天之驕女                       | Tiêu Chính Ngạn (Vincent)      | Thế hệ thứ 2 của nam chính |
| 2022 | Đài Loan Sanli Truyền hình | 1 Nhà Đoàn Viên 一家團圓                         | Trương Chính Nam               |                            |

### Phim điện ảnh
- 2006 《Down to Love》

- 2008 《Underworld Clinic》vai Bạch Hạc;《Seduction》- Được đề cử cho Phim ngắn hay nhất tại Lễ trao giải Kim Mã lần thứ 44.

### Phim ngắn
- 2012《Hành trình bị lãng quên》phim ngắn vì phúc lợi cộng đồng và gây quỹ từ thiện cho bộ tộc Kỳ Mỹ. [6]

## Âm nhạc

### OST
| Tên ca khúc               | Album                                    | Thời gian phát sóng     | Ngôn ngữ   | Ghi chú |
| ------------------------- | ---------------------------------------- | ----------------------- | ---------- | ------- |
| Một phút                  | Album nhạc phim Beautiful Clinic! Hey-ha | Ngày 5 tháng 8 năm 2005 | Quan Thoại | [ 7 ]   |
| Ánh trăng nói hộ lòng tôi | Album nhạc phim Beautiful Clinic! Hey-ha | Ngày 5 tháng 8 năm 2005 | Quan Thoại | [ 8 ]   |

## MC
- New Entertainment Online - Đài Bắc Studio Host
- Dongfeng - Entertainment thay mặt lớp học tổ chức tại Châu Á
- Asia Travel Desk
- Máy chủ dự án AXN Project - X
- Được tổ chức bởi TOYOTA
- CHANNEL Trang sức VIP
- Họp báo ra mắt sản phẩm chăm sóc da Jinsheng Lishui
- Giám khảo chủ trì cuộc thi tuyển chọn Paulita Ice and Fire Girl
- Chủ nhà của Mùa Tham quan Đại dương Miaoli
- Được tổ chức bởi Wharton Tail Ya
- Người tổ chức Bữa tối tại Câu lạc bộ Rotary
- Họp báo Đầu tư TIS
- Đài truyền hình Trung Quốc "Phải thành công"
- "The Secret Garden of Yilin" của Eight TV (đồng tổ chức với Yu Fanpai, Cai Shuzhen và Chen Sixuan )

## Quảng cáo
- Phát ngôn hình ảnh điện thoại di động Nokia
- Quần áo thu đông của Timberland
- Đại diện phát ngôn của thương hiệu đồng hồ Timberland
- Người phát ngôn của Perfect World M

## Xuất bản sách và tạp chí
- 2005 The Whimsical World of Yilin Model Men
- 2013 Supermodels Practice Mermaid Lines Like This (sách thể dục)[9]

## Giải thưởng
| Năm  | Tên giải thưởng            | Hạng mục                | Kết quả   | Ghi chú |
| ---- | -------------------------- | ----------------------- | --------- | ------- |
| 2010 | Asia Model Festival Awards | Taiwan Model Star Award | Đoạt giải | [ 10 ]  |